# He (kana)

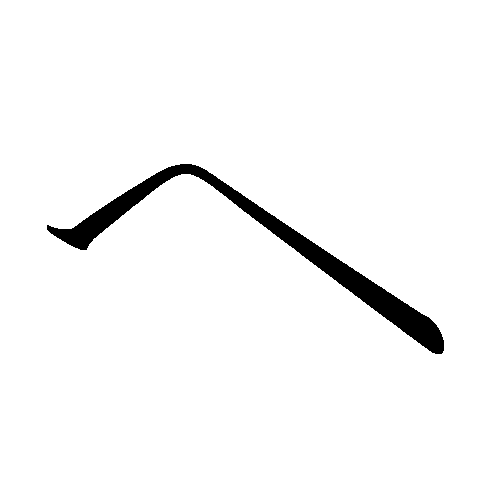
He

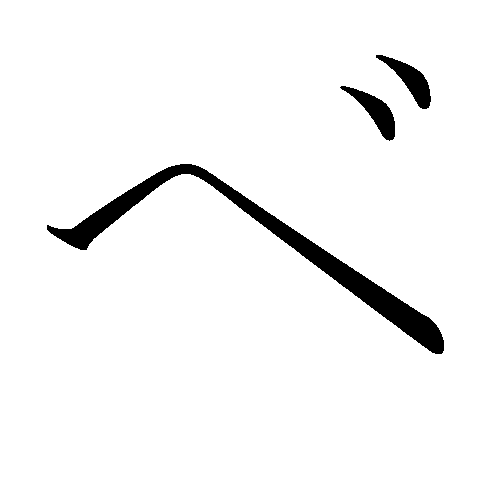
Be

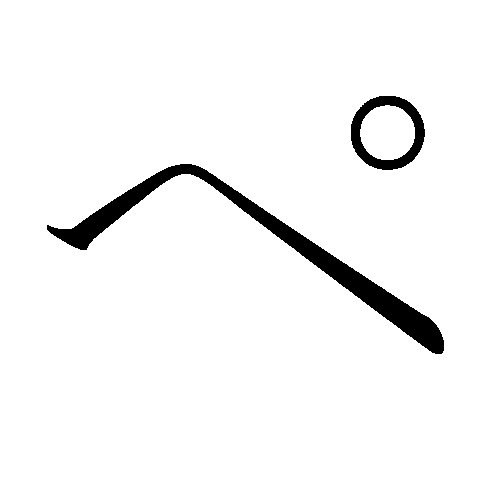
Pe

He – dwudziesty dziewiąty znak japońskich sylabariuszy hiragana (へ) i katakana (ヘ). Reprezentuje on sylabę he. Jest to jedyny znak kana, który w obydwu sylabariuszach wygląda identycznie. Pochodzi bezpośrednio od znaku 部.
He służy w gramatyce japońskiej jako partykuła będąca odpowiednikiem polskiego przyimka do w sensie kierunku. Wtedy znak jest wymawiany jak e.
Podobnie jak każdy znak oznaczający sylabę z grupy H, he może ulec udźwięcznieniu na dwa sposoby. Po dodaniu do obydwu wersji dakuten (べ i ベ) znak wymawia się jak be, natomiast jeśli dopisze się do niego handakuten (ぺ i ペ), jest wymawiany jak pe.